# Motor Trend Group
Motor Trend Group, LLC, anteriormente conhecida como Source Interlink Media e TEN: The Enthusiast Network, é uma empresa de mídia especializada em automobilsmo que mantém marcas como Motor Trend, Hot Rod e Roadkill. Com sede na cidade de Nova York, é uma subsidiária da Warner Bros. Discovery através da sua unidade desportiva.

## Mídia e eventos
A rede de marcas da empresa inclui mais de 60 publicações, 100 sites, 1 canal de vídeo sob demanda da Motor Trend, produtos de marca e licenciados, eventos ao vivo e competições, além de programas de televisão e rádio. Sua audiência total é de 158 milhões.
Em 2013, a empresa assinou um acordo com a Bonnier Corporation, onde venderam as marcas Dirt Rider, Motorcyclist, Sport Rider, Motorcycle Cruiser, Hot Bike, Baggers, Super Streetbike, Street Chopper e ATV Rider, enquanto compraram a Sound + Vision e a franquia TransWorld.
Em 2015, a NBC Sports fechou sua divisão de esportes de ação e vendeu o Dew Tour para a TEN. Em 17 de agosto do mesmo ano, a TEN lançou seu serviço de vídeo sob demanda por assinatura Motor Trend OnDemand, que foi o primeiro serviço SVOD voltado para entusiastas automotivos. O CEO da TEN, Scott Dickey, descreveu esta comunidade como "desatendida e faminta por conteúdo de vídeo premium", enquanto posiciona o serviço SVOD como "A Netflix para Gearheads".
Em 3 de agosto de 2017, a Discovery Communications anunciou que adquiriria uma participação majoritária na TEN e contribuiria com sua rede de cabos voltada para automóveis Velocity na empresa. O objetivo do empreendimento é criar uma presença maior e multiplataforma para as marcas da empresa, com ênfase particular em produtos de streaming direto ao consumidor. Em 10 de abril de 2018, foi anunciado que a empresa havia sido renomeada para Motor Trend Group com efeito imediato e que a Velocity seria renomeada como Motor Trend Network no final do ano.
Em 2017, a TEN vendeu o AMA EnduroCross Championship para o Bonnier Motorcycle Group. Além de vender a Baseball America e Slam.
Em março de 2018, a TEN vendeu Sound & Vision e Stereophile, juntamente com revistas e sites relacionados, para a AVTech Media Ltd. Em fevereiro de 2019, a TEN vendeu seu portfólio de esportes de aventura para a American Media.
Em dezembro de 2019, a empresa anunciou que 19 das 22 revistas publicadas pela empresa seriam descontinuadas naquele mês, incluindo Automobile.